# Денвиль
Денвиль (фр. Dainville) — коммуна во Франции, регион О-де-Франс, департамент Па-де-Кале, округ Аррас, кантон Аррас-1. Пригород Арраса, примыкает к нему с юго-запада, в 3 км от центра города.
Население (2018) — 5 665 человек.

## Достопримечательности
- Церковь Святого Мартина XIII века

## Экономика
Структура занятости населения:
- сельское хозяйство — 1,1 %
- промышленность — 8,3 %
- строительство — 4,8 %
- торговля, транспорт и сфера услуг — 52,5 %
- государственные и муниципальные службы — 33,3 %

Уровень безработицы (2017) — 10,5 % (Франция в целом — 13,4 %, департамент Па-де-Кале — 17,2 %). 

Среднегодовой доход на 1 человека, евро (2017) — 23 310 (Франция в целом — 21 110, департамент Па-де-Кале — 18 610).

## Демография
Динамика численности населения, чел.

## Администрация
Пост мэра Денвиля с 2008 года занимает член Социалистической партии Франсуаза Россиньоль (Françoise Rossignol). На муниципальных выборах 2020 года она была единственным кандидатом на пост мэра.
| Период | Период | Фамилия              | Партия                  | Примечания                                                             |
| ------ | ------ | -------------------- | ----------------------- | ---------------------------------------------------------------------- |
| 1965   | 1970   | Шарль Брис           |                         | прораб                                                                 |
| 1970   | 1977   | Морис Делькур        |                         | руководитель службы                                                    |
| 1977   | 2008   | Бернар Кандаль       | Социалистическая партия | преподаватель географии, член Совета региона Нор-Па-де-Кале            |
| 2020   |        | Франсуаза Россиньоль | Социалистическая партия | преподаватель английского языка, член Генерального совета департамента |

## Города-побратимы
- Витстабл, Англия